# Domènec Martí i Julià

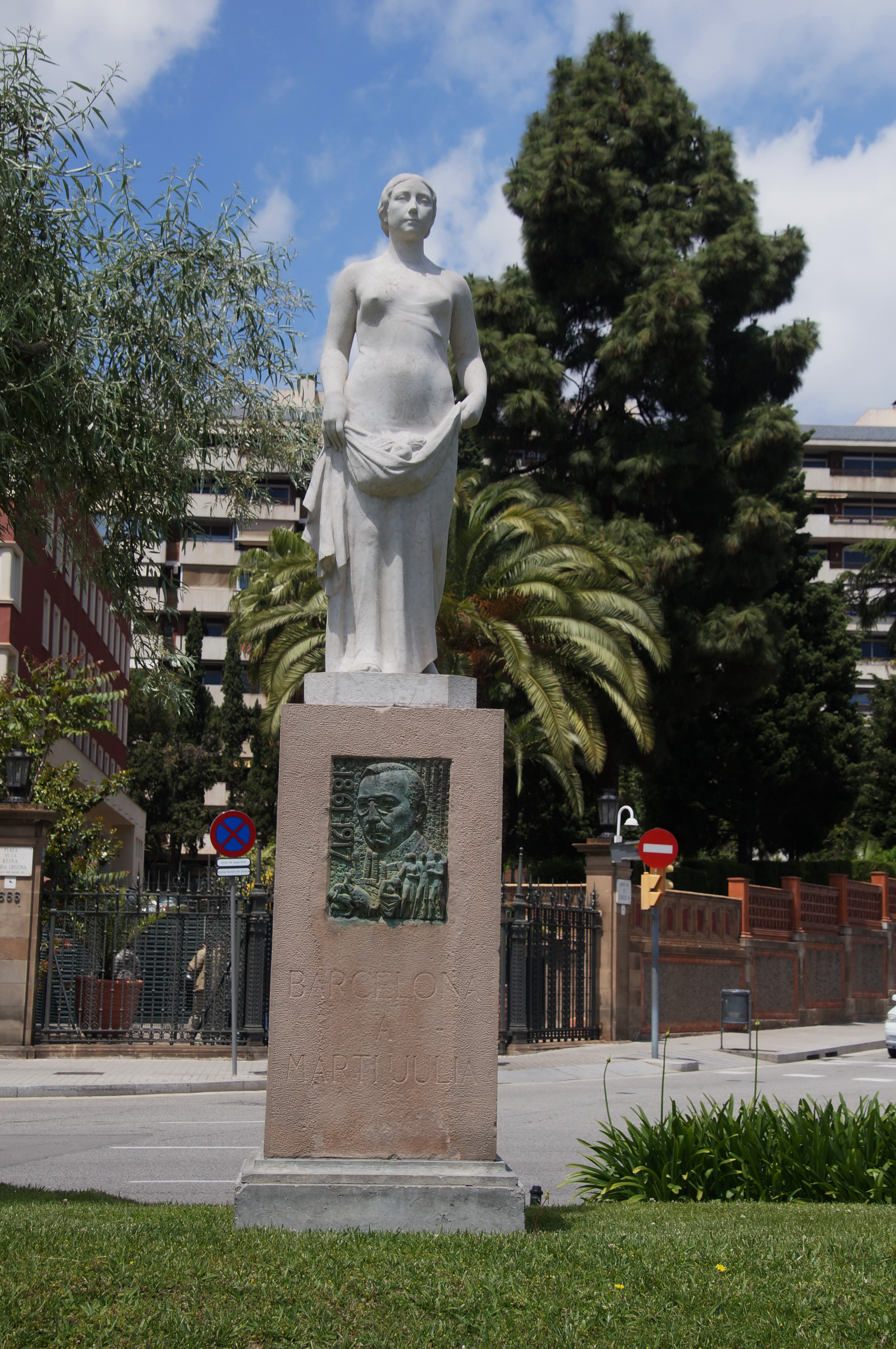
Monument al doctor Martí i Julià, a la plaça Reina Maria Cristina (Barcelona)

Domènec Martí i Julià (Barcelona, 3 de juny de 1861 - Barcelona, 20 de juny de 1917) fou un psiquiatre i polític català.

## Biografia
Va néixer al carrer Jaume Giralt de Barcelona, fill de Francesc Martí i Argegalès, natural de Barcelona, i d'Antònia Julià i Clariana, natural de Terrassa.
Fou director de l'Institut Frenopàtic de les Corts del 1909 al 1915 i presidí la Societat de Psiquiatria i Neurologia, que va contribuir a fundar. Quan al 1914 es va constituir la Mancomunitat, Prat de la Riba li encarregà la planificació de l'assistència dels malalts mentals de Catalunya. Havia estat, el 1912, un dels promotors del Primer Congrés de Metges i Biòlegs de Llengua Catalana i va ser un defensor decidit del català com a llengua acadèmica i científica. Escriví monografies mèdiques amb plantejaments innovadors per a la seva època.
En el terreny polític, fou cofundador i president de la Joventut Federalista de Catalunya, que adoptà una posició radicalment nacionalista. Presidí la Unió Catalanista el 1903-1916, a la qual intentà de donar una orientació esquerrana fins que aconseguí de convertir-la durant un breu període en una entitat obertament independentista i socialista a la vegada.
Visceralment antiracista i antiimperialista, acusà la civilització occidental de més barbàrie i egoisme que qualsevol altra. Defensà l'internacionalisme, però només el creia possible si el nacionalisme reivindicatiu i el socialisme anaven plegats per a propugnar l'alliberament social i el nacional. Participà en el Primer Congrés Universitari Català i formà part del comitè executiu de la Solidaritat Catalana el 1906. Col·laborà a les revistes La Renaixensa, La Pàtria, La Nació, Catalunya, Joventut, La Tralla i El Poble Català. Escriví el manifest Per Catalunya (1913), publicat per L'Avenç. El jovent catalanista que posteriorment ingressà a Estat Català o Nosaltres Sols! el van considerar com un referent obligat.

## Reconeixements
El juny de 1936, l'Ajuntament de Barcelona li va dedicar una escultura, obra de Josep Dunyach i Sala, que està situada a l'encreuament de la Diagonal amb la Gran Via de Carles III.
L'Institut d'Estudis Catalans va concedir en el seu honor fins a mitjans dels anys vuitanta el premi Doctor Martí i Julià per premiar el millor estudi sobre psiquiatria o psicologia.
Diverses localitats catalanes han donat el nom del Doctor Martí i Julià a places o carrers.
Alguns Centres d'atenció sanitària -a Cornellà de Llobregat, Santa Coloma de Gramenet o Badalona, per exemple- porten el seu nom. El Parc Hospitalari Martí i Julià, a Salt (Girona), ocupa el terreny del que fou, l'any 1886, el primer manicomi públic de Catalunya, destinat exclusivament aleshores a pacients amb malalties mentals. El trasllat de l'Hospital Santa Caterina de Girona l'any 2004 a aquest Parc Hospitalari que porta el nom del Doctor Martí i Julià concretava una concepció integradora de la salut, que presta conjuntament i en el mateix espai l'assistència psiquiàtrica, sociosanitària i social i l'atenció de les malalties físiques.